# Conus empressae
Conus empressae é uma espécie de gastrópode do gênero Conus, pertencente à família Conidae.